# Врождённая гиперплазия коры надпочечников вследствие недостаточности 21-гидроксилазы
Врождённая гиперплазия надпочечников вследствие недостаточности 21-гидроксилазы — самое распространённое заболевание из группы расстройств стероидогенеза, объединяемых под общим именем «врождённая гиперплазия коры надпочечников». Причина заболевания — мутации гена CYP21A2, кодирующего фермент 21-гидроксилазу. В зависимости от тяжести мутации заболевание подразделяют на 4 формы: сольтеряющую, простую вирильную, неклассическую с поздним дебютом, и скрытую.
Недостаточная активность фермента в более тяжёлых случаях вызывает недостаток кортизола. В ответ на это гипофиз повышает синтез АКТГ, чтобы стимулировать стероидогенез, но повышенный АКТГ приводит лишь к избытку прекурсоров кортизола. Прекурсоры преобразуются в андрогены, вызывающие усиление мужских черт у лиц с женским набором хромосом — вирилизацию, что может стать причиной интерсексности.

## Генетика
Наблюдается связь проявлений расстройства с аллелями главного комплекса гистосовместимости, расположенного на той же хромосоме, что и ген CYP21A2.

## Иллюстрации

Нарушение функции 21-гидроксилазы (зелёная вертикальная плашка по центру сверху на схеме) приводит к накоплению промежуточных продуктов стероидогенеза.